# Оушансајд (Калифорнија)
Оушансајд (енгл. Oceanside) град је у америчкој савезној држави Калифорнија. По попису становништва из 2010. у њему је живело 167.086 становника.

## Демографија
Према попису становништва из 2010. у граду је живело 167.086 становника, што је 6.057 (3,8%) становника више него 2000. године.
|                   | 2010.            | 2000.            |
| Укупно            | 167 086 (100,0%) | 161 029 (100,0%) |
| Белци             | 80 849 (48,39%)  | 86 310 (53,60%)  |
| Хиспаноамериканци | 59 947 (35,88%)  | 48 691 (30,24%)  |
| Азијати           | 11 081 (6,632%)  | 8 896 (5,524%)   |
| Афроамериканци    | 7 873 (4,712%)   | 10 189 (6,327%)  |
| Остали            | 7 336 (4,391%)   | 6 943 (4,312%)   |

## Партнерски градови
- Енсенада
- Фуџи
- Кисаразу